# Hadiya, Nepal
Hadiya är en ort i distriktet Udayapur i Provins Nr. 1 (före detta Sagarmatha) i Nepal. Hadiya hade 11 131 vid Nepals folkräkning år 2011.